# Phidippus nikites
Phidippus nikites är en spindelart som beskrevs av Chamberlin, Ivie 1935. Phidippus nikites ingår i släktet Phidippus och familjen hoppspindlar. Inga underarter finns listade i Catalogue of Life.